# Roberto Suazo Córdova

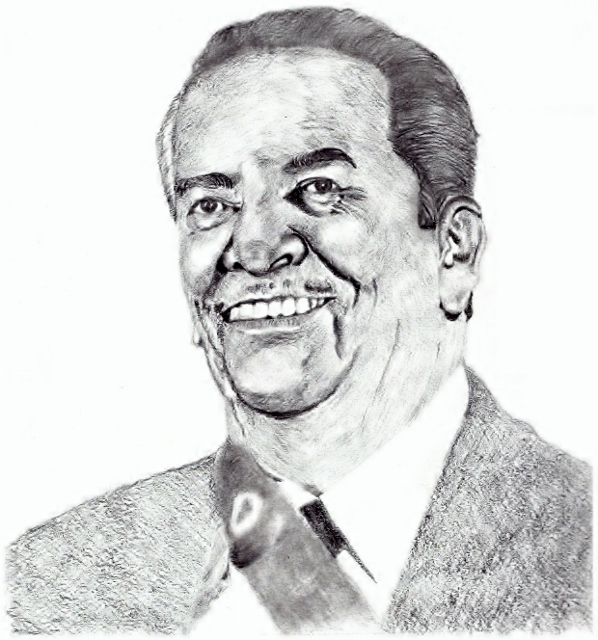
Roberto Suazo Cordova

Roberto Suazo Córdova (* 17. März 1927 in La Paz; † 22. Dezember 2018 in Tegucigalpa) war ein honduranischer Politiker. Vom 27. Januar 1982 bis zum 27. Januar 1986 war er Präsident von Honduras.

## Leben
Seine Eltern waren Matilde Córdova und Julián Suazo. Seine Oberschule war das Institut Leon Alvarado in Ciudad de Comayagua. 1949 schloss er sein Humanmedizin und Chirurgiestudium an der Universidad de San Carlos de Guatemala ab. Er praktizierte als Arzt im allgemeinen Krankenhaus von Tegucigalpa. 1953 kehrte er in seine Heimatstadt zurück und praktizierte Medizin. Er heiratete Aida Zacapa. Er war Mitglied der Partido Liberal de Honduras. Er wurde Delegierter für das Departamento La Paz in der verfassungsgebenden Versammlung von 1957 bis 1963.
Von 1965 bis 1971 war er Abgeordneter im Parlament für La Paz. Er war Vorsitzender der Partido Liberal de Honduras. Von 1980 bis 1981 war er Delegierter und Vorsitzender der verfassungsgebenden Versammlung.
Bei der allgemeinen Wahl am 29. November 1981 war er Präsidentschaftskandidat der Partido Liberal de Honduras. Der Kandidat der Partido Nacional de Honduras war Ricardo Zuñiga Agustinus. Roberto Suazo Córdova erhielt 53 % der Stimmen.
Suazo starb am 22. Dezember 2018 um 5:30 Uhr im Militärkrankenhaus 5 km südlich der Hauptstadt Tegucigalpa.

## Präsidentschaft
Policarpio Juan Paz García hatte Oberst Gustavo Adolfo Álvarez Martínez zum Leiter der Fuerza de Seguridad Publica (FUSEP) ernannt. Mit der Amtsübernahme von Suazo wurde Álvarez Oberbefehlshaber der honduranischen Armee. Álvarez äußerte gegenüber US-Botschafter Jack Robert Binns, dass „extralegale Methoden notwendig sein dürften, um sich um die Subversiven zu kümmern“. Álvarez pries die argentinische Methode, was Binns als Operation Condor interpretierte. Álvarez war von Januar 1982 bis 31. März 1984 Oberkommandierender der Streitkräfte von Honduras. Im März 1984 wurde Gustavo Adolfo Álvarez Martínez durch Diplomado de Estado Mayor Aereo (DEMA) Walter López Reyes von der Fuerza Aérea Hondureña abgelöst, da Honduras als Contra-Basis internationale Beachtung gefunden hatte.
Vor den äußeren Feinden wurde Honduras durch die USA geschützt. Deshalb richteten sich militärische und polizeiliche Aufgaben ununterscheidbar auf die inneren Systemfeinde. In der geostrategischen Konzeption von Ronald Reagan war Honduras „ein unsinkbarer Flugzeugträger in einer sonst feindlichen Welt“. Für die Präsidentschaft von Roberto Suazo Cordova bedeutete dies umfangreiche Militär- und Wirtschaftshilfe durch die US-Regierung.
1983 verschwand Padre Guadalupe Carney, er gehörte zu den 184 Personen, welche von 1980 bis 1984 in Honduras verschwanden.
1983 initiierte die Regierung unter Ronald Reagan zur wirtschaftlichen Aufwertung des Hinterhofes der USA die Caribbean Basin Initiative. Die terminierten Zollabsenkungen wurden von Wirtschaftshilfen flankiert. Insgesamt wurden 350 Millionen US-Dollar Wirtschaftshilfe in der Region verteilt, von welchen der honduranische Staat 35 Millionen US-Dollar erhielt.
1985 wurde die El-Cajón-Talsperre fertiggestellt.

## Kabinett
- Stellvertreter: Céleo Arias Moncada, Marcelino Ponce Martínez, Arturo Rendón Pineda
- Justizverwaltungsminister und Regierungsminister: Oscar Mejía Arellano, Arnulfo Pineda López
- Präsidialamtsminister: Carlos Roberto Flores Facussé
- Außenminister: Edgardo Paz Barnica
- Minister für Bodenschätze: Miguel Ángel Bonilla Reyes
- Minister für öffentliche Gesundheit und Sozialvorsorge: Gonzalo Rodríguez Soto
- Wirtschaftsminister: Gustavo Alfaro
- Minister für Kommunikation, Transport und öffentliche Arbeiten: José Simón Azcona, Carlos Handal
- Ministerin für öffentliche Bildung: Alma Rodas de Fiallos
- Minister für Arbeits und Sozialunterstützung: Humberto Darío Montes
- Kultur- und Tourismusminister: Víctor Cáceres Lara
- Finanzminister: Manuel Fontecha Ferrari
- Minister für innere und äußere Verteidigung: José Sierra Hernández.
- Wirtschaftsplanungsminister: Luis Roberto Flores
- Geschäftsführer des Instituto Nacional Agrario (I.N.A.): Ubodoro Arriaga Iraheta
- Botschafter von Ronald Reagan, John Negroponte 11. November 1981 – 30. Mai 1985
- Botschafter von Ronald Reagan, John Arthur Ferch 22. August 1985 – 9. Juli 1986